# Công ước Vũ khí Sinh học
Công ước Vũ khí Sinh học (BWC) hoặc Công ước Vũ khí Sinh học và Độc tố (BTWC) là một hiệp ước giải trừ quân bị về vũ khí sinh học và độc tố bằng cách cấm phát triển, sản xuất, mua lại, chuyển nhượng, tàng trữ và sử dụng chúng. Tên đầy đủ của hiệp ước là Công ước về Cấm phát triển, sản xuất và tàng trữ Vũ khí Vi khuẩn (Sinh học) và Độc tố cũng như về việc tiêu hủy chúng.
Có hiệu lực vào ngày 26 tháng 3 năm 1975, BWC là hiệp ước giải trừ quân bị đa phương đầu tiên cấm sản xuất toàn bộ một loại vũ khí hủy diệt hàng loạt. Công ước có thời gian vô hạn. Tính đến tháng 2 năm 2022, 184 quốc gia đã trở thành thành viên của công ước. 4 quốc gia khác đã ký nhưng không phê chuẩn hiệp ước và 9 quốc gia khác chưa ký cũng không tham gia hiệp ước.
BWC được coi là đã thiết lập một chuẩn mực toàn cầu mạnh mẽ chống lại vũ khí sinh học. Quy tắc chung đã được phản ánh trong phần mở đầu của hiệp ước, trong đó tuyên bố rằng việc sử dụng vũ khí sinh học sẽ là "trái với lương tâm của nhân loại". Thực tế không một quốc gia nào ngày nay tuyên bố sở hữu hoặc tìm kiếm vũ khí sinh học, hoặc khẳng định rằng việc sử dụng chúng trong chiến tranh là hợp pháp. Trước những tiến bộ nhanh chóng của công nghệ sinh học, chuyên gia phòng thủ sinh học Daniel Gerstein đã mô tả BWC là "hiệp ước kiểm soát vũ khí quan trọng nhất của thế kỷ 21". Tuy nhiên, hiệu quả của công ước đã bị hạn chế do không đủ hỗ trợ thể chế và không có bất kỳ cơ chế xác minh chính thức nào để giám sát việc tuân thủ.

## Lịch sử
Lịch sử của chiến tranh sinh học đã có từ hơn sáu thế kỷ trước trận vây hãm Kaffa năm 1346, các hạn chế quốc tế đối với chiến tranh sinh học chỉ bắt đầu với Nghị định thư Geneva năm 1925, cấm sử dụng nhưng không cấm sở hữu hoặc phát triển vũ khí hóa học và độc tố. Sau khi phê chuẩn Nghị định thư Geneva, một số quốc gia đã bảo lưu về khả năng áp dụng và sử dụng nó để trả đũa. Do những hạn chế này, trên thực tế, nó chỉ giống như "một thỏa thuận không sử dụng trước". Hơn hết, nó đã không ngăn cản nhiều quốc gia bắt đầu và mở rộng các chương trình vũ khí sinh học tấn công, bao gồm Hoa Kỳ (hoạt động từ 1943 đến 1969) và Liên Xô (hoạt động từ những năm 1920 cho đến ít nhất là năm 1992).

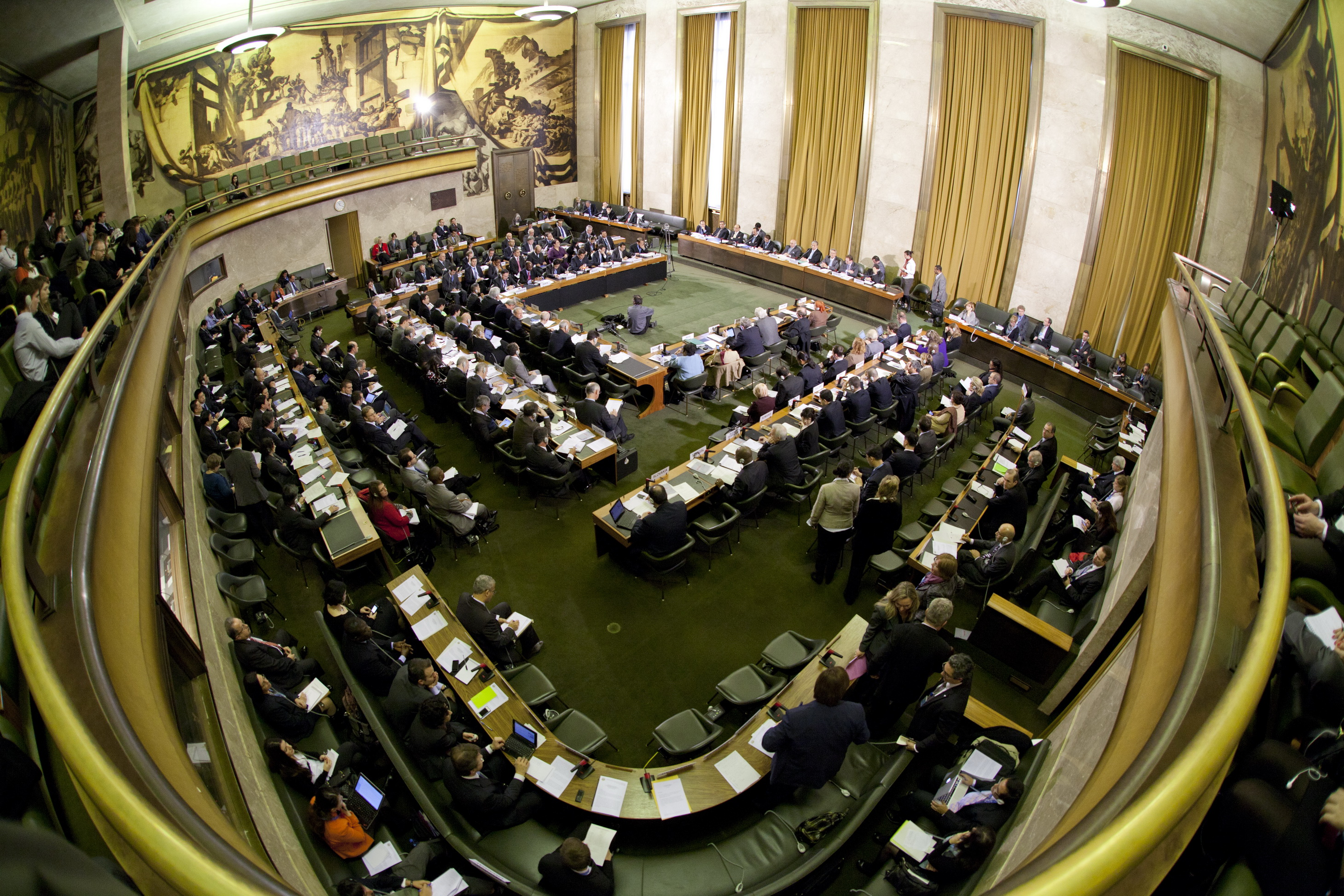
Phòng Hội đồng tại Cung vạn quốc ở Geneva nơi đàm phán BWC

Hệ thống chiến tranh sinh học của Mỹ đã bị Tổng thống Nixon chấm dứt vào năm 1969 khi ông đưa ra Tuyên bố về các Chương trình và Chính sách Phòng thủ Hóa học và Sinh học. Tuyên bố chấm dứt vô điều kiện tất cả các chương trình vũ khí sinh học tấn công của Mỹ. Khi Nixon kết thúc chương trình, ngân sách là 300 triệu đô la hàng năm.
BWC đã tìm cách bổ sung Nghị định thư Geneva và nó đã được đàm phán trong Hội nghị của Ủy ban Giải trừ Quân bị ở Geneva từ năm 1969 đến năm 1972, sau khi kết thúc đàm phán Hiệp ước về Không Phổ biến Vũ khí Hạt nhân. Một đề xuất của Anh đã được đưa ra vào năm 1968 về việc xem xét tách biệt vũ khí hóa học và sinh học và lần đầu tiên đàm phán một công ước về vũ khí sinh học. Các cuộc đàm phán đã đạt nhiều tiến triển hơn nữa khi Hoa Kỳ quyết định đơn phương chấm dứt chương trình vũ khí sinh học tấn công vào năm 1969 và ủng hộ đề xuất của Anh. Vào tháng 3 năm 1971, Liên Xô và các đồng minh đã đảo ngược sự phản đối trước đó của họ đối với việc tách biệt vũ khí hóa học và sinh học và đưa ra dự thảo công ước của riêng mình. Giai đoạn đàm phán cuối cùng đã đạt được khi Hoa Kỳ và Liên Xô đệ trình các bản thảo giống hệt nhau nhưng riêng biệt của văn bản BWC vào ngày 5 tháng 8 năm 1971. BWC được đưa ra để ký vào ngày 10 tháng 4 năm 1972 tại Luân Đôn, Moscow và Washington, D.C. và nó có hiệu lực vào ngày 26 tháng 3 năm 1975 sau khi được 22 quốc gia phê chuẩn, bao gồm cả ba chính phủ lưu chiểu (Liên Xô, Hoa Kỳ và Vương quốc Anh).
Đã có một số nhà khoa học quan tâm kêu gọi hiện đại hóa BWC tại các Hội nghị Đánh giá định kỳ. Điển hình, Filippa Lentzos và Gregory Koblentz đã chỉ ra vào năm 2016, "các cuộc tranh luận đương đại quan trọng về những phát triển mới" ở Hội nghị đánh giá BWC bao gồm "các thí nghiệm đạt được chức năng, mầm bệnh đại dịch tiềm ẩn, CRISPR và các công nghệ chỉnh sửa bộ gen khác, ổ đĩa gen và sinh học tổng hợp".

## Nghĩa vụ công ước

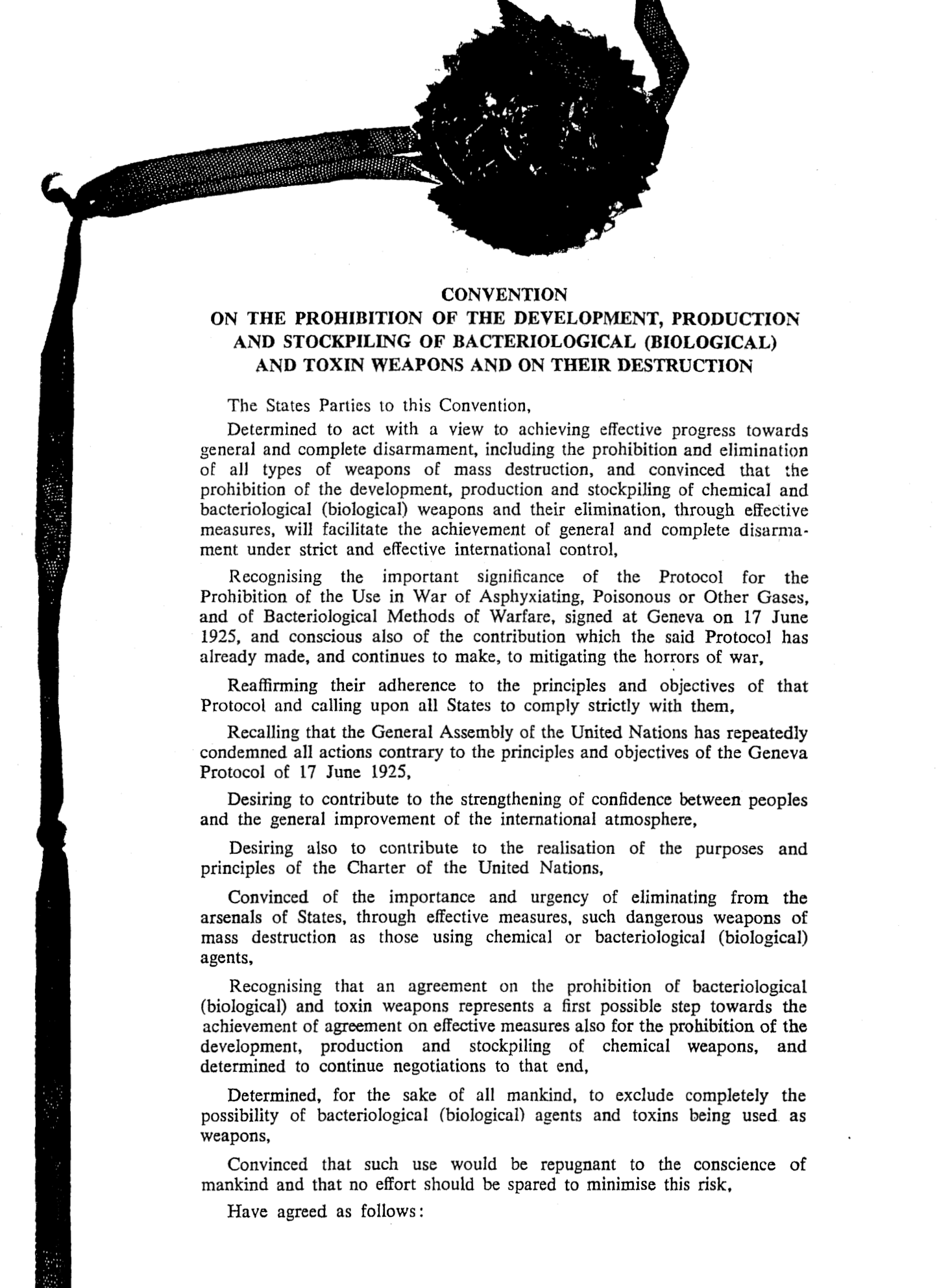
Công ước Vũ khí Sinh học

Chỉ với 15 điều khoản, BWC tương đối ngắn. Theo thời gian, hiệp ước đã được giải thích và bổ sung bằng các thỏa thuận và hiểu biết ràng buộc về mặt chính trị bổ sung mà các Quốc gia thành viên đạt được tại 8 Hội nghị Đánh giá tiếp theo.

### Tóm tắt các điều khoản quan trọng
- Điều I: Không bao giờ được phát triển, sản xuất, dự trữ, mua hoặc giữ vũ khí sinh học trong bất kỳ trường hợp nào.[35]
- Điều II: Phá hủy hoặc chuyển hướng vũ khí sinh học và các tài nguyên liên quan sang mục đích hòa bình trước khi tham gia.[36]
- Điều III:Không chuyển giao hoặc dưới bất kỳ hình thức nào hỗ trợ, khuyến khích hoặc xúi giục bất kỳ quốc gia khác lấy hoặc giữ vũ khí sinh học.[37]
- Điều IV: Thực hiện bất kỳ biện pháp quốc gia cần thiết nào để thực hiện các điều khoản BWC trong nước.[38]
- Điều V: Cam kết tham vấn song phương, đa phương và hợp tác giải quyết mọi vấn đề có thể phát sinh liên quan đến mục tiêu hoặc việc áp dụng của BWC.[39]
- Điều VI: Quyền yêu cầu Hội đồng Bảo an Liên hợp quốc điều tra các cáo buộc vi phạm BWC và cam kết hợp tác thực hiện bất kỳ cuộc điều tra nào do Hội đồng Bảo an khởi xướng.[40]
- Điều VII: Hỗ trợ các quốc gia gặp nguy hiểm do vi phạm BWC.[41]
- Điều X: Cam kết tạo điều kiện thuận lợi và có quyền tham gia vào việc trao đổi thiết bị, tài liệu và thông tin đầy đủ nhất có thể vì mục đích hòa bình.[42]

Các điều khoản còn lại khá tương đồng giữa BWC với Nghị định thư Geneva 1925 (Điều VIII), đàm phán cấm vũ khí hóa học (Điều IX), sửa đổi (Điều XI), hội nghị rà soát (Điều XII), thời hạn công ước (Điều XIII, 1), rút lui (Điều XIII, 2), tham gia công ước, các chính phủ lưu chiểu, các điều kiện để có hiệu lực (Điều XIV, 1–5) và ngôn ngữ (Điều XV).

### Điều I: Cấm vũ khí sinh học
Điều I là cốt lõi của BWC và yêu cầu mỗi quốc gia "không bao giờ được phát triển, sản xuất, dự trữ hoặc mua hoặc giữ lại:
1. vi sinh vật hoặc các tác nhân sinh học khác, hoặc chất độc bất kể nguồn gốc hoặc phương pháp sản xuất nào của chúng, thuộc loại và số lượng không có lý do chính đáng cho mục đích phòng ngừa, bảo vệ hoặc mục đích hòa bình khác;
2. vũ khí, thiết bị hoặc phương tiện vận chuyển được thiết kế để sử dụng các tác nhân hoặc chất độc đó cho các mục đích thù địch hoặc trong xung đột vũ trang."[35]

Điều I không cấm bất kỳ tác nhân sinh học hoặc độc tố cụ thể nào như vậy mà chỉ cấm một số mục đích nhất định mà chúng có thể được sử dụng. Quy định cấm này được gọi là tiêu chí mục đích chung và cũng được sử dụng trong Điều II, 1 của Công ước Vũ khí Hóa học (CWC) năm 1993. Tiêu chí mục đích chung bao gồm tất cả các cách sử dụng thù địch của các tác nhân sinh học, bao gồm cả những cách được phát triển trong tương lai, và nhận ra rằng các tác nhân sinh học và chất độc vốn có công dụng kép. Mặc dù các tác nhân này có thể được sử dụng cho mục đích bất chính, nhưng chúng cũng có một số mục đích hòa bình hợp pháp, bao gồm phát triển thuốc và vắc-xin để chống lại sự bùng phát dịch bệnh tự nhiên hoặc nhân tạo. Trong bối cảnh đó, Điều I chỉ coi các loại và số lượng tác nhân sinh học hoặc chất độc và phương tiện vận chuyển chúng là bất hợp pháp mà không thể được chứng minh vì các mục đích phòng ngừa, bảo vệ hoặc mục đích hòa bình khác; bất kể các tác nhân được đề cập có ảnh hưởng đến con người, động vật hoặc thực vật hay không. A disadvantage of this intent-based approach is a blurring of the line between defensive and offensive biological weapons research.
Mặc dù ban đầu không rõ ràng trong các cuộc đàm phán ban đầu của BWC liệu virus có tự nó điều chỉnh hay không vì chúng nằm "ở rìa của sự sống" — chúng sở hữu một số nhưng không phải tất cả các đặc điểm của sự sống — virus được định nghĩa là tác nhân sinh học vào năm 1969 và do đó nằm trong phạm vi của BWC.
Mặc dù Điều I không cấm rõ ràng việc "sử dụng" vũ khí sinh học vì nó đã được coi là bị cấm theo Nghị định thư Geneva 1925, nhưng nó vẫn bị coi là vi phạm BWC, như được tái khẳng định trong tài liệu cuối cùng của Hội nghị Đánh giá lần thứ 4 năm 1996.

### Điều III: Cấm chuyển giao và hỗ trợ
Điều III cấm chuyển giao, khuyến khích, hỗ trợ hoặc xúi giục bất kỳ ai, dù là chính phủ hay tổ chức phi chính phủ, trong việc phát triển hoặc mua bất kỳ tác nhân, chất độc, vũ khí, thiết bị hoặc phương tiện vận chuyển nào được quy định tại Điều I. Mục tiêu của điều này là ngăn chặn sự phổ biến vũ khí sinh học bằng cách hạn chế sự sẵn có của vật liệu và công nghệ có thể được sử dụng cho mục đích thù địch.

### Điều IV: Thực hiện trên toàn lãnh thổ
Điều IV bắt buộc các Quốc gia thành viên của BWC phải thực hiện các điều khoản của công ước trong nước. Điều này là cần thiết để cho phép các cơ quan chức năng mỗi quốc gia điều tra, truy tố và trừng phạt bất kỳ hoạt động nào bị cấm bởi BWC; để ngăn chặn truy cập vào các tác nhân sinh học cho các mục đích có hại; và để phát hiện và ứng phó với khả năng sử dụng vũ khí sinh học. Các biện pháp của mỗi quốc gia có thể có nhiều hình thức khác nhau, chẳng hạn như luật pháp, quy định, quy tắc ứng xử và các biện pháp khác. Việc thực hiện các biện pháp nào là phù hợp đối với một quốc gia phụ thuộc vào một số yếu tố, bao gồm hệ thống luật pháp, quy mô và địa lý, sự phát triển của ngành công nghệ sinh học và sự tham gia của quốc gia đó vào hợp tác kinh tế khu vực. Vì không có một bộ biện pháp nào phù hợp với tất cả các quốc gia, nên việc thực hiện các nghĩa vụ cụ thể do các Quốc gia thành viên quyết định, dựa trên đánh giá của họ về những gì sẽ cho phép họ đảm bảo tuân thủ BWC một cách tốt nhất.
Cơ sở dữ liệu gồm hơn 1.500 luật và quy định mà các Quốc gia thành viên đã ban hành để thực hiện BWC trong nước được duy trì bởi tổ chức phi chính phủ VERTIC. Những vấn đề này liên quan đến bộ luật hình sự, các biện pháp thực thi, kiểm soát xuất nhập khẩu, các biện pháp an toàn sinh học và an ninh sinh học, cũng như sự hợp tác và hỗ trợ trong nước và quốc tế. Chẳng hạn, Đạo luật chống khủng bố Vũ khí Sinh học năm 1989 đã được Hoa Kỳ đưa ra cho quốc gia của mình. Một báo cáo năm 2016 của VERTIC đã kết luận rằng vẫn còn "khoảng trống đáng kể" trong việc thực thi pháp luật và quy định của BWC do "nhiều Quốc gia vẫn chưa áp dụng các biện pháp cần thiết để thực hiện một số nghĩa vụ". Đơn vị hỗ trợ thực hiện của BWC đã ban hành một tài liệu thông tin cơ bản về "tăng cường thực hiện quốc gia" vào năm 2018 và cập nhật vào năm 2019.

### Điều V: Tham vấn và hợp tác
Điều V yêu cầu các Quốc gia thành viên tham khảo ý kiến lẫn nhau và hợp tác trong các tranh chấp liên quan đến mục đích hoặc việc thực hiện BWC. Hội nghị Đánh giá lần thứ hai vào năm 1986 đã thống nhất về các thủ tục để đảm bảo rằng các vi phạm bị cáo buộc đối với BWC sẽ được giải quyết nhanh chóng tại một cuộc họp tham vấn khi được một Quốc gia thành viên yêu cầu. Các thủ tục này đã được xây dựng thêm bởi Hội nghị đánh giá lần thứ ba vào năm 1991. Một cuộc họp tham vấn chính thức đã diễn ra vào năm 1997 theo yêu cầu của Cuba.

### Điều VI: Khiếu nại về cáo buộc vi phạm BWC
Điều VI cho phép các quốc gia thành viên khiếu nại lên Hội đồng Bảo an Liên hợp quốc nếu họ nghi ngờ một quốc gia khác vi phạm nghĩa vụ của hiệp ước. Hơn nữa, điều khoản yêu cầu các quốc gia hợp tác với bất kỳ cuộc điều tra nào mà Hội đồng Bảo an có thể tiến hành. Tính đến tháng 1 năm 2022, chưa có quốc gia nào sử dụng Điều VI để nộp đơn khiếu nại chính thức, mặc dù một số quốc gia đã bị cáo buộc tại các diễn đàn khác về việc duy trì năng lực vũ khí sinh học để tấn công. Việc không sẵn sàng viện dẫn Điều VI có thể được giải thích là do tính chất chính trị cao của Hội đồng Bảo an, nơi năm thành viên thường trực — Trung Quốc, Pháp, Nga, Vương quốc Anh và Hoa Kỳ — nắm quyền phủ quyết, bao gồm cả các cuộc điều tra đối với hiệp ước bị cáo buộc. vi phạm.

### Điều VII: Hỗ trợ sau khi xảy ra vi phạm BWC
Điều VII bắt buộc các Quốc gia thành viên cung cấp hỗ trợ cho các quốc gia yêu cầu nếu Hội đồng Bảo an Liên Hợp Quốc quyết định rằng họ đã gặp nguy hiểm do vi phạm BWC. Ngoài việc giúp đỡ các nạn nhân trong trường hợp bị tấn công bằng vũ khí sinh học, mục đích của điều khoản này là ngăn chặn các cuộc tấn công như vậy xảy ra ngay từ đầu bằng cách giảm khả năng gây hại của chúng thông qua sự đoàn kết và hỗ trợ quốc tế. Mặc dù chưa có quốc gia nào từng viện dẫn Điều VII, nhưng điều khoản này đã thu hút nhiều sự chú ý hơn trong những năm gần đây, một phần là do ngày càng có nhiều bằng chứng về việc các tổ chức khủng bố quan tâm đến việc mua vũ khí sinh học và cũng theo dõi các dịch bệnh xảy ra tự nhiên. Năm 2018, đơn vị hỗ trợ thực hiện của BWC đã ban hành một tài liệu cơ bản mô tả một số cách hiểu và thỏa thuận bổ sung về Điều VII đã đạt được tại các Hội nghị đánh giá trước đây.

### Điều X: Hợp tác hòa bình
Điều X bảo vệ quyền của các Quốc gia thành viên trong việc trao đổi vật liệu sinh học, công nghệ và thông tin để sử dụng cho mục đích hòa bình. Điều khoản nêu rõ rằng việc thực hiện BWC sẽ tránh cản trở sự phát triển kinh tế / công nghệ của các Quốc gia thành viên / hợp tác quốc tế hòa bình về các dự án sinh học. Hội nghị Đánh giá lần thứ bảy vào năm 2011 đã thiết lập nội dung Điều X, phù hợp với các yêu cầu và đề nghị tự nguyện về hỗ trợ và hợp tác giữa các Quốc gia thành viên và các tổ chức quốc tế.

## Tư cách thành viên và gia nhập BWC

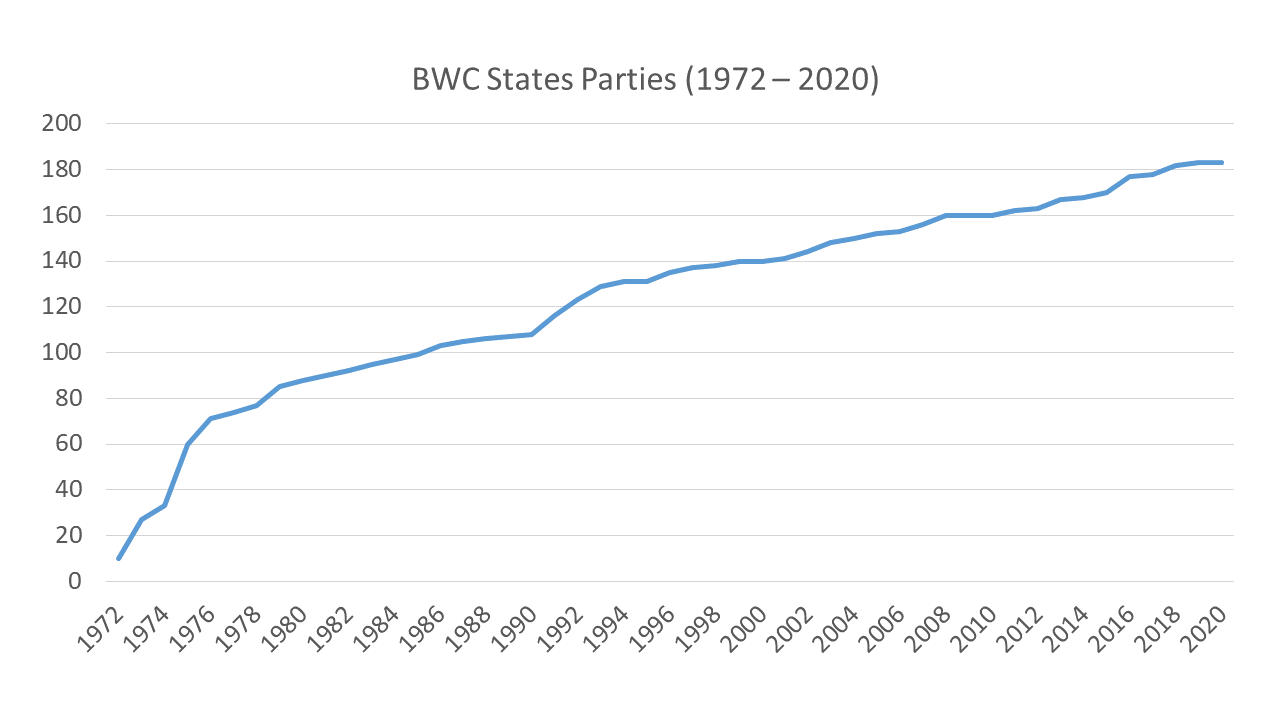
Số lượng các quốc gia thành viên của BWC từ 1972 đến 2020

BWC có 184 quốc gia thành viên tính đến tháng 5 năm 2022, trong đó Namibia là quốc gia tham gia gần nhất. 4 quốc gia đã ký nhưng không phê chuẩn hiệp ước là: Ai Cập, Haiti, Somalia và Syria. 9 quốc gia không ký hoặc tham gia hiệp ước: Chad, Comoros, Djibouti, Eritrea, Israel, Kiribati, Micronesia, Nam Sudan và Tuvalu. Đối với 2 trong số 13 quốc gia không tham gia công ước này, quá trình tham gia đã được tiến hành, trong khi bốn quốc gia khác đã bắt đầu quá trình này. Mức độ phổ biến của BWC vẫn còn thấp so với các loại vũ khí hủy diệt hàng loạt khác, bao gồm cả Công ước Vũ khí Hóa học với 193 bên và Hiệp ước không phổ biến vũ khí hạt nhân với 191 bên.
Các quốc gia có thể tham gia BWC thông qua một trong hai phê chuẩn, gia nhập hoặc kế thừa, phù hợp với các quy trình hiến pháp của mỗi quốc gia, thường đòi hỏi phải có sự chấp thuận của quốc hội. Việc phê chuẩn áp dụng cho các quốc gia trước đó đã ký hiệp ước trước khi nó có hiệu lực vào năm 1975. Kể từ đó, việc phê chuẩn hiệp ước không còn khả thi, nhưng các quốc gia có thể gia nhập. Kế thừa liên quan đến các quốc gia mới độc lập chấp nhận bị ràng buộc bởi một hiệp ước mà quốc gia tiền nhiệm đã tham gia. Công ước có hiệu lực vào ngày văn kiện phê chuẩn, gia nhập hoặc kế thừa được lưu chiểu tại ít nhất một trong các chính phủ lưu chiểu (Liên bang Nga, Vương quốc Anh và Hoa Kỳ).

### Các quốc gia thành viên
Có nhiều thời gian xuất hiện cho biết các ngày khác nhau mà các quốc gia đệ trình hoặc ký, thay đổi theo vị trí. Vị trí này được ghi chú bởi: (L) cho Luân Đôn, (M) cho Moscow, và (W) cho Washington D.C.
| Quốc gia                         | Ký kết                                                                  | Ký quỹ                                                                     | Cách thức |
| -------------------------------- | ----------------------------------------------------------------------- | -------------------------------------------------------------------------- | --- |
| Afghanistan                      | 10 tháng 4 năm 1972 (L, M, W)                                           | 26 tháng 3 năm 1975 (L)                                                    | Phê chuẩn |
| Albania                          |                                                                         | 3 tháng 6 năm 1992 (W) 11 tháng 8 năm 1992 (L) 26 tháng 3 năm 1993 (M)     | Gia nhập |
| Algeria                          |                                                                         | 28 tháng 9 năm 2001 (W)                                                    | Gia nhập |
| Andorra                          |                                                                         | 2 tháng 3 năm 2015 (W)                                                     | Gia nhập |
| Angola                           |                                                                         | 26 tháng 7 năm 2016 (W)                                                    | Gia nhập |
| Antigua and Barbuda              |                                                                         | 29 tháng 1 năm 2003 (L)                                                    | Gia nhập |
| Argentina                        | 1 tháng 8 năm 1972 (M) 3 tháng 8 năm 1972 (L) 7 tháng 8 năm 1972 (W)    | 27 tháng 11 năm 1979 (W) 5 tháng 12 năm 1979 (L) 27 tháng 12 năm 1979 (M)  | Phê chuẩn |
| Armenia                          |                                                                         | 7 tháng 6 năm 1994 (M, W)                                                  | Gia nhập |
| Australia                        | 10 tháng 4 năm 1972 (L, M, W)                                           | 5 tháng 10 năm 1977 (L, M, W)                                              | Phê chuẩn |
| Austria                          | 10 tháng 4 năm 1972 (L, M, W)                                           | 10 tháng 8 năm 1973 (L, M, W)                                              | Phê chuẩn |
| Azerbaijan                       |                                                                         | 26 tháng 2 năm 2004 (M, W)                                                 | Gia nhập |
| Bahamas                          |                                                                         | 26 tháng 11 năm 1986 (L)                                                   | Gia nhập |
| Bahrain                          |                                                                         | 28 tháng 10 năm 1988 (L)                                                   | Gia nhập |
| Bangladesh                       |                                                                         | 11 tháng 3 năm 1985 (M) 12 tháng 3 năm 1985 (W) 13 tháng 3 năm 1985 (L)    | Gia nhập |
| Barbados                         | 16 tháng 2 năm 1973 (W)                                                 | 16 tháng 2 năm 1973 (W)                                                    | Phê chuẩn |
| Belarus                          | 10 tháng 4 năm 1972 (M)                                                 | 26 tháng 3 năm 1975 (M)                                                    | Phê chuẩn as Byelorussian SSR |
| Belgium                          | 10 tháng 4 năm 1972 (L, M, W)                                           | 15 tháng 3 năm 1979 (L, M, W)                                              | Phê chuẩn |
| Belize                           |                                                                         | 20 tháng 10 năm 1986 (L) 25 tháng 11 năm 1986 (W) 13 tháng 1 năm 1987 (M)  | Kế thừa United Kingdom |
| Benin                            | 10 tháng 4 năm 1972 (W)                                                 | 25 tháng 4 năm 1975 (W)                                                    | Phê chuẩn |
| Bhutan                           |                                                                         | 8 tháng 6 năm 1978 (W)                                                     | Gia nhập |
| Bolivia                          | 10 tháng 4 năm 1972 (W)                                                 | 30 tháng 10 năm 1975 (W)                                                   | Phê chuẩn |
| Bosnia and Herzegovina           |                                                                         | 15 tháng 8 năm 1994 (W)                                                    | Kế thừa SFR Yugoslavia |
| Botswana                         | 10 tháng 4 năm 1972 (W)                                                 | 5 tháng 2 năm 1992 (W)                                                     | Phê chuẩn |
| Brazil                           | 10 tháng 4 năm 1972 (L, M, W)                                           | 27 tháng 2 năm 1973 (L, M, W)                                              | Phê chuẩn |
| Brunei                           |                                                                         | 31 tháng 1 năm 1991 (L)                                                    | Gia nhập |
| Bulgaria                         | 10 tháng 4 năm 1972 (L, M, W)                                           | 2 tháng 8 năm 1972 (L) 13 tháng 9 năm 1972 (W) 19 tháng 9 năm 1972 (M)     | Phê chuẩn |
| Burkina Faso                     |                                                                         | 17 tháng 4 năm 1991 (W)                                                    | Gia nhập |
| Burundi                          | 10 tháng 4 năm 1972 (M, W)                                              | 18 tháng 10 năm 2011 (L)                                                   | Phê chuẩn |
| Cabo Verde                       |                                                                         | 20 tháng 10 năm 1977 (M)                                                   | Gia nhập |
| Cambodia                         | 10 tháng 4 năm 1972 (W)                                                 | 9 tháng 3 năm 1983 (W)                                                     | Phê chuẩn |
| Cameroon                         |                                                                         | 18 tháng 1 năm 2013 (W)                                                    | Gia nhập |
| Canada                           | 10 tháng 4 năm 1972 (L, M, W)                                           | 18 tháng 9 năm 1972 (L, M, W)                                              | Phê chuẩn |
| Central African Republic         | 10 tháng 4 năm 1972 (W)                                                 | 25 tháng 9 năm 2018 (W)                                                    | Phê chuẩn |
| Chile                            | 10 tháng 4 năm 1972 (L, M, W)                                           | 22 tháng 4 năm 1980 (L)                                                    | Phê chuẩn |
| Trung Quốc                       |                                                                         | 15 tháng 11 năm 1984 (L, M, W)                                             | Gia nhập |
| Colombia                         | 10 tháng 4 năm 1972 (W)                                                 | 19 tháng 12 năm 1983 (W)                                                   | Phê chuẩn |
| Cộng hòa Congo                   |                                                                         | 23 tháng 10 năm 1978 (W)                                                   | Gia nhập |
| Cook Islands                     |                                                                         | 4 tháng 12 năm 2008 (L)                                                    | Gia nhập |
| Costa Rica                       | 10 tháng 4 năm 1972 (W)                                                 | 17 tháng 12 năm 1973 (W)                                                   | Phê chuẩn |
| Côte d'Ivoire                    | 23 tháng 5 năm 1972 (W)                                                 | 23 tháng 3 năm 2016 (M) 26 tháng 4 năm 2016 (L)                            | Phê chuẩn |
| Croatia                          |                                                                         | 28 tháng 4 năm 1993 (W)                                                    | Kế thừa SFR Yugoslavia |
| Cuba                             | 12 tháng 4 năm 1972 (M)                                                 | 21 tháng 4 năm 1976 (M)                                                    | Phê chuẩn |
| Cyprus                           | 10 tháng 4 năm 1972 (L, W) 14 tháng 4 năm 1972 (M)                      | 6 tháng 11 năm 1973 (L) 13 tháng 11 năm 1973 (W) 21 tháng 11 năm 1973 (M)  | Phê chuẩn |
| Czech Republic                   |                                                                         | 5 tháng 4 năm 1993 (L) 9 tháng 4 năm 1993 (M) 29 tháng 9 năm 1993 (W)      | Kế thừa Czechoslovakia · Signed 10 April 1972 · Deposited 30 April 1973 |
| Democratic Republic of the Congo | 10 tháng 4 năm 1972 (M, W)                                              | 16 tháng 9 năm 1975 (L) 28 tháng 1 năm 1977 (W)                            | Phê chuẩn as Zaire |
| Denmark                          | 10 tháng 4 năm 1972 (L, M, W)                                           | 1 tháng 3 năm 1973 (L, M, W)                                               | Phê chuẩn |
| Dominica                         |                                                                         | 1 tháng 8 năm 2016 (L)                                                     | Kế thừa |
| Dominican Republic               | 10 tháng 4 năm 1972 (W)                                                 | 23 tháng 2 năm 1973 (W)                                                    | Phê chuẩn |
| Ecuador                          | 14 tháng 6 năm 1972 (W)                                                 | 12 tháng 3 năm 1975 (W)                                                    | Phê chuẩn |
| El Salvador                      | 10 tháng 4 năm 1972 (W)                                                 | 31 tháng 12 năm 1991 (W)                                                   | Phê chuẩn |
| Equatorial Guinea                |                                                                         | 16 tháng 1 năm 1989 (M) 29 tháng 7 năm 1992 (W)                            | Gia nhập |
| Estonia                          |                                                                         | 21 tháng 6 năm 1993 (W) 1 tháng 7 năm 1993 (M)                             | Gia nhập |
| Ethiopia                         | 10 tháng 4 năm 1972 (L, M, W)                                           | 26 tháng 5 năm 1975 (L, M) 26 tháng 6 năm 1975 (W)                         | Phê chuẩn |
| Fiji                             | 22 tháng 2 năm 1973 (L)                                                 | 4 tháng 9 năm 1973 (W) 1 tháng 10 năm 1973 (L) 5 tháng 10 năm 1973 (M)     | Phê chuẩn |
| Finland                          | 10 tháng 4 năm 1972 (L, M, W)                                           | 4 tháng 2 năm 1974 (L, M, W)                                               | Phê chuẩn |
| France                           |                                                                         | 27 tháng 9 năm 1984 (L, M, W)                                              | Gia nhập |
| Gabon                            | 10 tháng 4 năm 1972 (L)                                                 | 16 tháng 8 năm 2007 (W)                                                    | Phê chuẩn |
| Gambia                           | 2 tháng 6 năm 1972 (M) 8 tháng 8 năm 1972 (L) 9 tháng 11 năm 1972 (W)   | 7 tháng 5 năm 1997 (L) 10 tháng 6 năm 1997 (M) 1 tháng 8 năm 1997 (W)      | Phê chuẩn |
| Georgia                          |                                                                         | 22 tháng 5 năm 1996 (L, M)                                                 | Gia nhập |
| Germany                          | 10 tháng 4 năm 1972 (L, M, W)                                           | 7 tháng 4 năm 1983 (L, W)                                                  | Phê chuẩn as West Germany · Also ratified by East Germany on 28 November 1972 prior to German reunification                                                                    |
| Ghana                            | 10 tháng 4 năm 1972 (M, W)                                              | 6 tháng 6 năm 1975 (L)                                                     | Phê chuẩn |
| Greece                           | 10 tháng 4 năm 1972 (L) 12 tháng 4 năm 1972 (W) 14 tháng 4 năm 1972 (M) | 10 tháng 12 năm 1975 (W)                                                   | Phê chuẩn |
| Grenada                          |                                                                         | 22 tháng 10 năm 1986 (L)                                                   | Gia nhập |
| Guatemala                        | 9 tháng 5 năm 1972 (W)                                                  | 19 tháng 9 năm 1973 (W)                                                    | Phê chuẩn |
| Guinea                           |                                                                         | 9 tháng 11 năm 2016 (L)                                                    | Gia nhập |
| Guinea-Bissau                    |                                                                         | 20 tháng 8 năm 1976 (M)                                                    | Gia nhập |
| Guyana                           | 3 tháng 1 năm 1973 (W)                                                  | 26 tháng 3 năm 2013 (W)                                                    | Phê chuẩn |
| Tòa Thánh                        |                                                                         | 7 tháng 1 năm 2002 (W)                                                     | Gia nhập |
| Honduras                         | 10 tháng 4 năm 1972 (W)                                                 | 14 tháng 3 năm 1979 (W)                                                    | Phê chuẩn |
| Hungary                          | 10 tháng 4 năm 1972 (L, M, W)                                           | 27 tháng 12 năm 1972 (L, M, W)                                             | Phê chuẩn |
| Iceland                          | 10 tháng 4 năm 1972 (L, M, W)                                           | 15 tháng 2 năm 1973 (L, M, W)                                              | Phê chuẩn |
| Ấn Độ                            | 15 tháng 1 năm 1973 (L, M, W)                                           | 15 tháng 7 năm 1974 (L, M, W)                                              | Phê chuẩn |
| Indonesia                        | 20 tháng 6 năm 1972 (M, W) 21 tháng 6 năm 1972 (L)                      | 4 tháng 2 năm 1992 (M) 19 tháng 2 năm 1992 (L) 1 tháng 4 năm 1992 (W)      | Phê chuẩn |
| Iran                             | 10 tháng 4 năm 1972 (M, W) 16 tháng 11 năm 1972 (L)                     | 22 tháng 8 năm 1973 (L, W) 27 tháng 8 năm 1973 (M)                         | Phê chuẩn |
| Iraq                             | 11 tháng 5 năm 1972 (M)                                                 | 19 tháng 6 năm 1991 (M)                                                    | Phê chuẩn |
| Ireland                          | 10 tháng 4 năm 1972 (L, W)                                              | 27 tháng 10 năm 1972 (L, W)                                                | Phê chuẩn |
| Ý                                | 10 tháng 4 năm 1972 (L, M, W)                                           | 30 tháng 5 năm 1975 (L, M, W)                                              | Phê chuẩn |
| Jamaica                          |                                                                         | 13 tháng 8 năm 1975 (L)                                                    | Gia nhập |
| Nhật Bản                         | 10 tháng 4 năm 1972 (L, M, W)                                           | 8 tháng 6 năm 1982 (W) 18 tháng 6 năm 1982 (L, M)                          | Phê chuẩn |
| Jordan                           | 10 tháng 4 năm 1972 (W) 17 tháng 4 năm 1972 (L) 24 tháng 4 năm 1972 (M) | 30 tháng 5 năm 1975 (M) 2 tháng 6 năm 1975 (W) 27 tháng 6 năm 1975 (L)     | Phê chuẩn |
| Kazakhstan                       |                                                                         | 15 tháng 6 năm 2007 (M)                                                    | Gia nhập |
| Kenya                            |                                                                         | 7 tháng 1 năm 1976 (L)                                                     | Gia nhập |
| Kuwait                           | 14 tháng 4 năm 1972 (M, W) 27 tháng 4 năm 1972 (L)                      | 18 tháng 7 năm 1972 (W) 26 tháng 7 năm 1972 (L) 1 tháng 8 năm 1972 (M)     | Phê chuẩn |
| Kyrgyzstan                       |                                                                         | 15 tháng 10 năm 2004 (M)                                                   | Gia nhập |
| Lào                              | 10 tháng 4 năm 1972 (L, M, W)                                           | 20 tháng 3 năm 1973 (M) 22 tháng 3 năm 1973 (W) 25 tháng 4 năm 1973 (L)    | Phê chuẩn |
| Latvia                           |                                                                         | 6 tháng 2 năm 1997 (L)                                                     | Gia nhập |
| Lebanon                          | 10 tháng 4 năm 1972 (L, W) 21 tháng 4 năm 1972 (M)                      | 26 tháng 3 năm 1975 (L) 2 tháng 4 năm 1975 (M) 13 tháng 6 năm 1975 (W)     | Phê chuẩn |
| Lesotho                          | 10 tháng 4 năm 1972 (W)                                                 | 6 tháng 9 năm 1977 (L)                                                     | Phê chuẩn |
| Liberia                          | 10 tháng 4 năm 1972 (W) 14 tháng 4 năm 1972 (L)                         | 4 tháng 11 năm 2016 (W)                                                    | Phê chuẩn |
| Libya                            | 10 tháng 4 năm 1972 (M)                                                 | 19 tháng 1 năm 1982 (M)                                                    | Phê chuẩn |
| Liechtenstein                    |                                                                         | 30 tháng 5 năm 1991 (W) 31 tháng 5 năm 1991 (M) 6 tháng 6 năm 1991 (L)     | Gia nhập |
| Lithuania                        |                                                                         | 10 tháng 2 năm 1998 (L)                                                    | Gia nhập |
| Luxembourg                       | 10 tháng 4 năm 1972 (L, M) 12 tháng 4 năm 1972 (W)                      | 23 tháng 3 năm 1976 (L, M, W)                                              | Phê chuẩn |
| Madagascar                       | 13 tháng 10 năm 1972 (L)                                                | 7 tháng 3 năm 2008 (M, W)                                                  | Phê chuẩn |
| Malawi                           | 10 tháng 4 năm 1972 (W)                                                 | 2 tháng 4 năm 2013 (W)                                                     | Phê chuẩn |
| Malaysia                         | 10 tháng 4 năm 1972 (L, M, W)                                           | 6 tháng 9 năm 1991 (L, M) 26 tháng 9 năm 1991 (W)                          | Phê chuẩn |
| Maldives                         |                                                                         | 2 tháng 8 năm 1993 (M)                                                     | Gia nhập |
| Mali                             | 10 tháng 4 năm 1972 (W)                                                 | 25 tháng 11 năm 2002 (W)                                                   | Phê chuẩn |
| Malta                            | 11 tháng 9 năm 1972 (L)                                                 | 7 tháng 4 năm 1975 (L)                                                     | Phê chuẩn |
| Marshall Islands                 |                                                                         | 15 tháng 11 năm 2012 (W)                                                   | Gia nhập |
| Mauritania                       |                                                                         | 28 tháng 1 năm 2015 (L)                                                    | Gia nhập |
| Mauritius                        | 10 tháng 4 năm 1972 (W)                                                 | 7 tháng 8 năm 1972 (W) 11 tháng 1 năm 1973 (L) 15 tháng 1 năm 1973 (M)     | Phê chuẩn |
| Mexico                           | 10 tháng 4 năm 1972 (L, M, W)                                           | 8 tháng 4 năm 1974 (L, M, W)                                               | Phê chuẩn |
| Moldova                          |                                                                         | 28 tháng 1 năm 2005 (M, W)                                                 | Gia nhập |
| Monaco                           |                                                                         | 30 tháng 4 năm 1999 (L)                                                    | Gia nhập |
| Mongolia                         | 10 tháng 4 năm 1972 (L, M, W)                                           | 5 tháng 9 năm 1972 (W) 14 tháng 9 năm 1972 (L) 20 tháng 10 năm 1972 (M)    | Phê chuẩn |
| Montenegro                       |                                                                         | 3 tháng 6 năm 2006 (M) 12 tháng 12 năm 2006 (L)                            | Kế thừa Serbia and Montenegro |
| Morocco                          | 2 tháng 5 năm 1972 (L) 3 tháng 5 năm 1972 (W) 5 tháng 6 năm 1972 (M)    | 21 tháng 3 năm 2002 (L)                                                    | Phê chuẩn |
| Mozambique                       |                                                                         | 29 tháng 3 năm 2011 (L)                                                    | Gia nhập |
| Myanmar                          | 10 tháng 4 năm 1972 (L, M, W)                                           | 1 tháng 12 năm 2014 (L, M, W)                                              | Phê chuẩn |
| Namibia                          |                                                                         | 25 tháng 2 năm 2022 (L)                                                    | Gia nhập |
| Nauru                            |                                                                         | 5 tháng 3 năm 2013 (W)                                                     | Gia nhập |
| Nepal                            | 10 tháng 4 năm 1972 (L, M, W)                                           | 4 tháng 11 năm 2016 (L, W) 11 tháng 11 năm 2016 (M)                        | Phê chuẩn |
| Vương quốc Hà Lan                | 10 tháng 4 năm 1972 (L, M, W)                                           | 22 tháng 6 năm 1981 (L, M, W)                                              | Phê chuẩn, for the whole Kingdom |
| New Zealand                      | 10 tháng 4 năm 1972 (L, M, W)                                           | 13 tháng 12 năm 1972 (W) 18 tháng 12 năm 1972 (L) 10 tháng 1 năm 1973 (M)  | Phê chuẩn |
| Nicaragua                        | 10 tháng 4 năm 1972 (L, W)                                              | 7 tháng 8 năm 1975 (W)                                                     | Phê chuẩn |
| Niger                            | 21 tháng 4 năm 1972 (W)                                                 | 23 tháng 6 năm 1972 (W)                                                    | Phê chuẩn |
| Nigeria                          | 3 tháng 7 năm 1972 (M) 10 tháng 7 năm 1972 (L) 6 tháng 12 năm 1972 (W)  | 3 tháng 7 năm 1973 (W) 9 tháng 7 năm 1973 (L) 20 tháng 7 năm 1973 (M)      | Phê chuẩn |
| Niue                             |                                                                         | 14 tháng 6 năm 2018 (W)                                                    | Gia nhập |
| Bắc Triều Tiên                   |                                                                         | 13 tháng 3 năm 1987 (M)                                                    | Gia nhập |
| Bắc Macedonia                    |                                                                         | 26 tháng 12 năm 1996 (M) 14 tháng 3 năm 1997 (L) 23 tháng 4 năm 1997 (W)   | Kế thừa SFR Yugoslavia |
| Na Uy                            | 10 tháng 4 năm 1972 (L, M, W)                                           | 1 tháng 8 năm 1973 (L, W) 23 tháng 8 năm 1973 (M)                          | Phê chuẩn |
| Oman                             |                                                                         | 31 tháng 3 năm 1992 (W)                                                    | Gia nhập |
| Pakistan                         | 10 tháng 4 năm 1972 (L, M, W)                                           | 25 tháng 9 năm 1974 (M) 3 tháng 10 năm 1974 (L, W)                         | Phê chuẩn |
| Palau                            |                                                                         | 20 tháng 2 năm 2003 (W)                                                    | Gia nhập |
| Palestine                        |                                                                         | 9 tháng 1 năm 2018 (L, M)                                                  | Gia nhập |
| Panama                           | 2 tháng 5 năm 1972 (W)                                                  | 20 tháng 3 năm 1974 (W)                                                    | Phê chuẩn |
| Papua New Guinea                 |                                                                         | 27 tháng 10 năm 1980 (L) 13 tháng 11 năm 1980 (M) 16 tháng 3 năm 1981 (W)  | Gia nhập |
| Paraguay                         |                                                                         | 9 tháng 6 năm 1976 (W)                                                     | Gia nhập |
| Peru                             | 10 tháng 4 năm 1972 (L, M, W)                                           | 5 tháng 6 năm 1985 (L, M) 11 tháng 6 năm 1985 (W)                          | Phê chuẩn |
| Philippines                      | 10 tháng 4 năm 1972 (L, W) 21 tháng 6 năm 1972 (M)                      | 21 tháng 5 năm 1973 (W)                                                    | Phê chuẩn |
| Ba Lan                           | 10 tháng 4 năm 1972 (L, M, W)                                           | 25 tháng 1 năm 1973 (L, M, W)                                              | Phê chuẩn |
| Portugal                         | 29 tháng 6 năm 1972 (W)                                                 | 15 tháng 5 năm 1975 (L, M, W)                                              | Phê chuẩn |
| Qatar                            | 14 tháng 11 năm 1972 (L)                                                | 17 tháng 4 năm 1975 (L)                                                    | Phê chuẩn |
| Romania                          | 10 tháng 4 năm 1972 (L, M, W)                                           | 25 tháng 7 năm 1979 (W) 26 tháng 7 năm 1979 (L) 27 tháng 7 năm 1979 (M)    | Phê chuẩn |
| Nga                              | 10 tháng 4 năm 1972 (L, M, W)                                           | 26 tháng 3 năm 1975 (L, M, W)                                              | Phê chuẩn as Liên Xô |
| Rwanda                           | 10 tháng 4 năm 1972 (M, W)                                              | 20 tháng 5 năm 1975 (L, M, W)                                              | Phê chuẩn |
| Saint Kitts và Nevis             |                                                                         | 2 tháng 4 năm 1991 (L)                                                     | Gia nhập |
| Saint Lucia                      |                                                                         | 26 tháng 11 năm 1986 (L)                                                   | Kế thừa Vương quốc Anh |
| Saint Vincent và Grenadines      |                                                                         | 13 tháng 5 năm 1999 (L)                                                    | Kế thừa United Kingdom |
| Samoa                            |                                                                         | 21 tháng 9 năm 2017 (W)                                                    | Gia nhập |
| San Marino                       | 12 tháng 9 năm 1972 (W) 30 tháng 1 năm 1973 (M) 21 tháng 3 năm 1973 (L) | 11 tháng 3 năm 1975 (L) 17 tháng 3 năm 1975 (W) 27 tháng 3 năm 1975 (M)    | Phê chuẩn |
| São Tomé và Príncipe             |                                                                         | 24 tháng 8 năm 1979 (M)                                                    | Gia nhập |
| Saudi Arabia                     | 12 tháng 4 năm 1972 (W)                                                 | 24 tháng 5 năm 1972 (W)                                                    | Phê chuẩn |
| Senegal                          | 10 tháng 4 năm 1972 (W)                                                 | 26 tháng 3 năm 1975 (W)                                                    | Phê chuẩn |
| Serbia                           |                                                                         | 27 tháng 4 năm 1992 (M) 5 tháng 6 năm 2001 (W) 13 tháng 6 năm 2001 (L)     | Kế thừa SFR Yugoslavia · Signed 10 April 1972 · Deposited 25 October 1973 · Kế thừa Serbia and Montenegro                                                                      |
| Seychelles                       |                                                                         | 11 tháng 10 năm 1979 (L) 16 tháng 10 năm 1979 (W) 24 tháng 10 năm 1979 (M) | Gia nhập |
| Sierra Leone                     | 7 tháng 11 năm 1972 (W) 24 tháng 11 năm 1972 (L)                        | 29 tháng 6 năm 1976 (L, M, W)                                              | Phê chuẩn |
| Singapore                        | 19 tháng 6 năm 1972 (L, M, W)                                           | 2 tháng 12 năm 1975 (L, M, W)                                              | Phê chuẩn |
| Slovakia                         |                                                                         | 1 tháng 1 năm 1993 (M) 17 tháng 5 năm 1993 (L) 10 tháng 6 năm 1993 (W)     | Kế thừa Czechoslovakia · Ký kết 10 tháng 4 năm 1972 · Ký quỹ 30 tháng 4 năm 1973                                                                                               |
| Slovenia                         |                                                                         | 7 tháng 4 năm 1992 (L, M) 20 tháng 8 năm 1992 (W)                          | Kế thừa SFR Yugoslavia |
| Quần đảo Solomon                 |                                                                         | 17 tháng 6 năm 1981 (L)                                                    | Kế thừa Vương quốc Anh |
| Nam Phi                          | 10 tháng 4 năm 1972 (W)                                                 | 3 tháng 11 năm 1975 (W)                                                    | Phê chuẩn |
| Hàn Quốc                         | 10 tháng 4 năm 1972 (L, W)                                              | 25 tháng 6 năm 1987 (L, W)                                                 | Phê chuẩn |
| Tây Ban Nha                      | 10 tháng 4 năm 1972 (L, W)                                              | 20 tháng 6 năm 1979 (L, W)                                                 | Phê chuẩn |
| Sri Lanka                        | 10 tháng 4 năm 1972 (L, M, W)                                           | 18 tháng 11 năm 1986 (L, M, W)                                             | Phê chuẩn Đã ký với tư cách Ceylon |
| Sudan                            |                                                                         | 17 tháng 10 năm 2003 (L) 20 tháng 10 năm 2003 (M) 7 tháng 11 năm 2003 (W)  | Gia nhập |
| Suriname                         |                                                                         | 6 tháng 1 năm 1993 (L, M) 9 tháng 4 năm 1993 (W)                           | Gia nhập |
| Swaziland                        |                                                                         | 18 tháng 6 năm 1991 (L)                                                    | Gia nhập |
| Thụy Điển                        | 27 tháng 2 năm 1974 (M) 27 tháng 2 năm 1975 (L, W)                      | 5 tháng 2 năm 1976 (L, M, W)                                               | Phê chuẩn |
| Thụy Sĩ                          | 10 tháng 4 năm 1972 (L, M, W)                                           | 4 tháng 5 năm 1976 (L, M, W)                                               | Phê chuẩn |
| Tajikistan                       |                                                                         | 27 tháng 6 năm 2005 (M)                                                    | Gia nhập |
| Tanzania                         | 16 tháng 8 năm 1972 (L)                                                 | 14 tháng 8 năm 2019 (L)                                                    | Phê chuẩn |
| Thái Lan                         | 17 tháng 1 năm 1973 (W)                                                 | 28 tháng 5 năm 1975 (W)                                                    | Phê chuẩn |
| Đông Timor                       |                                                                         | 5 tháng 5 năm 2003 (W)                                                     | Gia nhập |
| Togo                             | 10 tháng 4 năm 1972 (W)                                                 | 10 tháng 11 năm 1976 (W)                                                   | Phê chuẩn |
| Tonga                            |                                                                         | 28 tháng 9 năm 1976 (L)                                                    | Gia nhập |
| Trinidad và Tobago               |                                                                         | 19 tháng 7 năm 2007 (L)                                                    | Gia nhập |
| Tunisia                          | 10 tháng 4 năm 1972 (L, M, W)                                           | 18 tháng 5 năm 1973 (W) 30 tháng 5 năm 1973 (M) 6 tháng 6 năm 1973 (L)     | Phê chuẩn |
| Thổ Nhĩ Kỳ                       | 10 tháng 4 năm 1972 (L, M, W)                                           | 25 tháng 10 năm 1974 (M) 4 tháng 11 năm 1974 (L) 5 tháng 11 năm 1974 (W)   | Phê chuẩn |
| Turkmenistan                     |                                                                         | 11 tháng 1 năm 1996 (M) 8 tháng 3 năm 1996 (W)                             | Gia nhập |
| Uganda                           |                                                                         | 12 tháng 5 năm 1992 (W)                                                    | Gia nhập |
| Ukraine                          | 10 tháng 4 năm 1972 (M)                                                 | 26 tháng 3 năm 1975 (M)                                                    | Phê chuẩn as Ukrainian SSR |
| UAE                              | 28 tháng 9 năm 1972 (L)                                                 | 19 tháng 6 năm 2008 (L)                                                    | Phê chuẩn |
| Vương quốc Anh                   | 10 tháng 4 năm 1972 (L, M, W)                                           | 26 tháng 3 năm 1975 (L, M, W)                                              | Phê chuẩn |
| Hoa Kỳ                           | 10 tháng 4 năm 1972 (L, M, W)                                           | 26 tháng 3 năm 1975 (L, M, W)                                              | Phê chuẩn |
| Uruguay                          |                                                                         | 6 tháng 4 năm 1981 (W)                                                     | Gia nhập |
| Uzbekistan                       |                                                                         | 26 tháng 1 năm 1996 (M)                                                    | Gia nhập |
| Vanuatu                          |                                                                         | 6 tháng 9 năm 2016 (L)                                                     | Kế thừa |
| Venezuela                        | 10 tháng 4 năm 1972 (W)                                                 | 18 tháng 10 năm 1978 (L, M, W)                                             | Phê chuẩn |
| Việt Nam                         | 10 tháng 4 năm 1972 (M)                                                 | 20 tháng 6 năm 1980 (M)                                                    | Phê chuẩn với tư cách Cộng hòa Xã hội Chủ nghĩa Việt Nam · Đã ký bởi Việt Nam Dân chủ Cộng hòa và Việt Nam Cộng Hòa vào ngày 10 tháng 4 năm 1972 trước khi Việt Nam thống nhất |
| Yemen                            | 26 tháng 4 năm 1972 (M) 10 tháng 5 năm 1972 (L)                         | 1 tháng 6 năm 1979 (M)                                                     | Phê chuẩn với tư cách South Yemen · đã được ký bởi North Yemen vào ngày 10 tháng 4 năm 1972 trước khi Yemeni thống nhất                                                        |
| Zambia                           |                                                                         | 15 tháng 1 năm 2008 (L)                                                    | Gia nhập |
| Zimbabwe                         |                                                                         | 5 tháng 11 năm 1990 (L)                                                    | Gia nhập |

Notes
1. ↑  Ngày kế thừa có hiệu lực của Croatia là ngày 8 tháng 10 năm 1991.[75]
2. ↑  Ngày kế thừa có hiệu lực của Dominica là ngày 3 tháng 11 năm 1978.[72]
3. ↑  Chủ tịch hội nghị của các quốc gia thành viên BWC báo cáo rằng Guinea đã đệ trình một văn kiện Gia nhập vào năm 2011 mà những bên lưu chiểu cho là không đủ về mặt pháp lý để trở thành một bên của hiệp ước.[76]
4. ↑  Ngày kế thừa có hiệu lực của Montenegro là ngày 3 tháng 6 năm 2006.[77]
5. ↑  Ngày kế thừa có hiệu lực của Macedonia là ngày 17 tháng 11 năm 1991.[78]
6. ↑  Ngày kế thừa có hiệu lực của FR Yugoslavia (sau này là Serbia và Montenegro) từ SFR Yugoslavia vào ngày 27 tháng 4 năm 1992, trong khi ngày kế thừa có hiệu lực của Serbia từ Serbia và Montenegro là ngày 3 tháng 6 năm 2006.[80]
7. ↑  Ngày kế vị có hiệu lực của Vanuatu là ngày 30 tháng 7 năm 1980.[72]

### Các quốc gia tham gia hạn chế, tuân theo hiệp ước
Trung Hoa Dân Quốc (Đài Loan), hiện nay chỉ được công nhận bởi 13 quốc gia thành viên Liên Hợp Quốc, đã gửi các văn kiện phê chuẩn BWC với chính phủ Hoa Kỳ trước khi Hoa Kỳ quyết định chuyển sự công nhận của họ từ chính phủ Trung Quốc hợp pháp duy nhất từ Trung Hoa Dân Quốc đến Cộng hòa Nhân dân Trung Hoa (PRC) vào năm 1971. Khi CHND Trung Hoa sau đó phê chuẩn hiệp ước, họ mô tả việc phê chuẩn của Trung Hoa Dân Quốc là "bất hợp pháp". Trung Hoa Dân Quốc đã cam kết tiếp tục tuân thủ các yêu cầu của hiệp ước và Hoa Kỳ đã tuyên bố rằng vẫn coi vùng lãnh thổ này "bị ràng buộc bởi các nghĩa vụ của mình".
| Vùng lãnh thổ      | Ký kết              | Ký gửi             | Ghi chú   |
| ------------------ | ------------------- | ------------------ | --------- |
| Trung Hoa Dân Quốc | 10 tháng 4 năm 1972 | 9 tháng 2 năm 1973 | Phê chuẩn |

### Các quốc gia đã ký kết
Bốn quốc gia sau đây đã ký, nhưng chưa phê chuẩn BWC.
| Quốc gia | Đã ký                      | Tình trạng phê chuẩn                                 |
| -------- | -------------------------- | ---------------------------------------------------- |
| Ai Cập   | 10 tháng 4 năm 1972 (L, M) | Không có hành động dự kiến trong tương lai gần       |
| Haiti    | 10 tháng 4 năm 1972 (W)    | Quy trình đang thực hiện                             |
| Somalia  | 3 tháng 7 năm 1972 (M)     | WChờ thêm thông tin, hỗ trợ hoặc có các ưu tiên khác |
| Syria    | 14 tháng 4 năm 1972 (M)    | Không có hành động dự kiến trong tương lai gần       |

Notes
1. ↑  Theo phiên bản Báo cáo năm 2017 của Chủ tịch về các hoạt động phổ cập hóa cho hội nghị của các quốc gia thành viên BWC.
2. ↑  Tính đến tháng 9 năm 2017, một dự luật phê chuẩn đã được Nội các Bộ trưởng phê duyệt và đệ trình lên quốc hội.[85][86]

### Các quốc gia không ký kết
Đã có 9 quốc gia thành viên Liên Hợp Quốc chưa ký hoặc phê chuẩn BWC.
| Quốc gia    | Tình trạng phê chuẩn                                |
| ----------- | --------------------------------------------------- |
| Chad        | Tiến trình đang bắt đầu                             |
| Comoros     | Chờ thêm thông tin, hỗ trợ hoặc có các ưu tiên khác |
| Djibouti    | Tiến trình đang bắt đầu                             |
| Eritrea     | Chờ thêm thông tin, hỗ trợ hoặc có các ưu tiên khác |
| Israel      | Không có hành động dự kiến trong tương lai gần      |
| Kiribati    | Tiến trình đang bắt đầu                             |
| Micronesia  | Có tiến trình                                       |
| South Sudan | Có tiến trình                                       |
| Tuvalu      | Tiến trình đang bắt đầu                             |

Notes
1. ↑  Theo phiên bản Báo cáo năm 2017 của Chủ tịch về các hoạt động phổ cập hóa cho hội nghị của các quốc gia thành viên BWC.
2. ↑  Các Nghị sĩ vì Hành động Toàn cầu đã báo cáo vào tháng 6 năm 2017 rằng Quốc hội Chad đã khuyến nghị chính phủ phê chuẩn thỏa thuận.[85][87]
3. ↑  Năm 2007, Chủ tịch Hội nghị các Quốc gia thành viên của BWC đã báo cáo rằng việc phê chuẩn BWC đã được chính phủ Comoros chấp thuận trong khi chờ Tổng thống ký.[88][89]  Vào tháng 9 năm 2022, Nghị viện vì Hành động Toàn cầu đã báo cáo rằng việc phê chuẩn sẽ được trình lên quốc hội vào tháng sau.[90]
4. 1 2  Cả Kiribati và Tuvalu đều không được liệt kê là các bên tham gia BWC trong các tài liệu từ Cuộc họp của các Quốc gia thành viên BWC,[84] nhưng tình trạng của họ là không rõ ràng.
5. ↑  Phó đại diện thường trực của Kiribati tại Liên Hợp Quốc đã cam kết vào năm 2016 sẽ khuyến nghị tham gia hiệp ước.[91]  Việc gia nhập dự kiến diễn ra vào năm 2020 theo Nghị viện vì Hành động Toàn cầu.[92]
6. ↑  Quốc hội Liên bang Micronesia đã thông qua nghị quyết phê chuẩn công ước vào tháng 6 năm 2019.[84][93]
7. ↑  Phê chuẩn được Nội các Nam Sudan phê duyệt vào tháng 6 năm 2019.[84][94] Vào tháng 9 năm 2022, Nghị viện vì Hành động Toàn cầu đã báo cáo rằng việc phê chuẩn đã được trình lên quốc hội vào tháng 7 năm 2022.[95]